# Pound cake

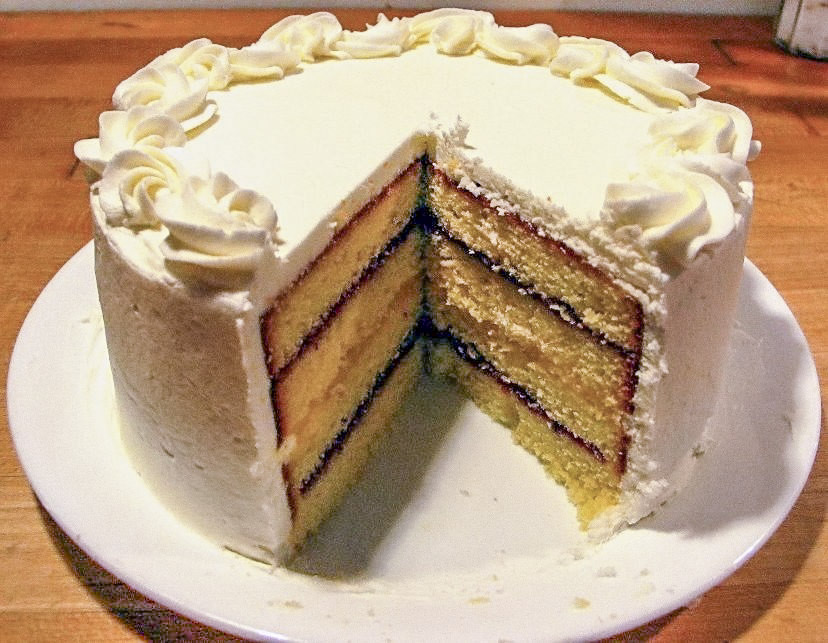
Un pound cake en capas separadas por mermelada de frambuesa y crema de limón, con un acabado glaseado a base de crema de mantequilla.

Pound cake, o bizcocho, es la denominación inglesa de un tipo de pastel que, dependiendo de la región de América (cocina sudestadounidense) o Europa, adopta distintos nombres. Se trata de un bizcocho tradicionalmente compuesto de una libra (pound en inglés) de cuatro ingredientes básicos, harina, huevos enteros, mantequilla y azúcar. La medida puede ser distinta, pero la regla básica consiste en emplear siempre el mismo peso para cada ingrediente, por lo cual también se le llama "pastel balanceado" en México.

## Elpound cakesegún los países
- Sur de Estados Unidos - El pound cake norteamericano no difiere de la receta original.[2] Esta receta es muy popular en el Sur de Estados Unidos y por regla general se trata de un alimento básico en los picnics y potlucks.  Los pound cakes Estadounidenses suelen ser más esponjosos que los británicos porque contienen abundancia de mantequilla con el objeto de proporcionar un sabor intenso y una masa o miga más sólida. Una variante sustituye parte de la mantequilla por nata agria. Se trata de un alimento muy habitual en la cocina del sur de Estados Unidos.

- Inglaterra - Es el nombre genérico que se da a un pound cake con frutos secos (pasa de Corinto, sultanina, etcétera). El origen es el mismo que el estadounidense y la cantidad de ingredientes es muy similar. A veces suele llevar guinda al marrasquino.
- Francia - Se denomina quatre-quarts (cuatro cuartos) y lleva los cuatro ingredientes básicos en la misma proporción. Sirve de base para diversos tipos de bizcochos, con o sin ingredientes añadidos.[3]
- México - En México es denominado como panqué (una especie de muffin). La receta mexicana es muy similar a la tradicional estadounidense,[4] y es común el panqué con pasas[5] o con nuez.
- Colombia - Se denomina por adaptación de la palabra inglesa como ponqué.
- Venezuela - Se le conoce como panqué o ponqué y suele ser de forma prismática[cita requerida]. Puede incluir pasas, frutas confitadas, chispas de chocolate, jarabe de chocolate o simplemente un toque de esencia de vainilla. No suele llevar cobertura alguna. También se expende rebanado individualmente.
- Argentina - Aquí el pound cake es conocido como budín y por lo general se vende por piezas de medio kilogramo. De forma prismática, es una masa esponjosa que puede ofrecerse con frutas confitadas y pasas de uvas, o bien sin frutas pero saborizados con chocolate o vainilla. Junto con el "Pan Dulce" (variante nacional del panettone) constituyen el menú típico de las fiestas del fin de año católico.
- Chile - Se conoce como "queque" (del inglés cake, 'pastel'), su receta es básicamente igual a la venezolana.